# Jonathan Carver
Jonathan Carver, född 1710 och död 1780, var en amerikansk forskningsresande.
Carver deltog på brittisk sida i kriget mot fransmännen i Kanada och ledde härunder en expedition över de stora sjöarna med stor framgång. Efter fredsslutet 1763 framlade han en plan till utforskandet av det inre Nordamerika från Övre sjön, vars norra och östra kuster han dessutom särskilt undersökte. Efter 2 1/2 år återvände han med en rik materialsamling till Boston, for senare till England för att publicera sina dagböcker och kartor, men rönte ett flertal motgångar och dog utfattig i London. 1778 hade han dock utgett Travels through the interior parts of North America.